# Walk The Sky 2.0
Walk the Sky 2.0 es el tercer EP por la banda de rock estadounidense Alter Bridge después del álbum de estudio Walk The Sky (2019). Fue anunciado el 15 de septiembre de 2020 y lanzado el 6 de noviembre de 2020 por Napalm Records. Incluye siete pistas con una nueva pista titulada "Last Rites" y seis versiones en vivo de canciones de Walk the Sky.

## Antecedentes
El CD y el vinilo se lanzaron exclusivamente como un EP con las siete pistas y se lanzaron digitalmente como un paquete de lujo.
Walk the Sky 2.0 es el primer EP de la banda en 15 años, con una nueva canción "Last Rites" junto con versiones en vivo de seis canciones de Walk The Sky. “Last Rites” se escribió, grabó y completó en su totalidad durante el encierro por el COVID-19.

## Lista de canciones
Todas las canciones escritas y compuestas por Alter Bridge. 
| N.º | Título                       | Duración |  |
| 1.  | «Last Rites»                 | 4:07     |  |
| 2.  | «Wouldn't You Rather» (Live) | 4:03     |  |
| 3.  | «Pay No Mind» (Live)         | 4:29     |  |
| 4.  | «Native Son» (Live)          | 4:27     |  |
| 5.  | «Godspeed» (Live)            | 4:28     |  |
| 6.  | «In the Deep» (Live)         | 5:58     |  |
| 7.  | «Dying Light» (Live)         | 5:58     |  |

## Personal
Alter Bridge
- Myles Kennedy – Voz principal, guitarra rítmica y guitarra líder
- Mark Tremonti – Guitarra líder, guitarra rítmica, coros
- Brian Marshall – Bajo
- Scott Phillips – Batería, percusión, teclados